# میندر، تاسمانیاا
میندر (به انگلیسی: Meander) یک شهرک در استرالیا است که در تاسمانی واقع شده‌است.